# GFTP
gFTP ist eine freie (sowie quelloffene) FTP-Zugangssoftware, welche hauptsächlich auf Unix-ähnlichen Systemen Verwendung findet, aber auch unter Mac OS X verwendet werden kann. Sie enthält sowohl eine grafische Benutzeroberfläche (welche GTK+ benutzt) als auch eine Kommandozeilenschnittstelle. gFTP wurde 1998 unter der GPL veröffentlicht und bisher in 41 Sprachen übersetzt.
Das Programm bietet Unterstützung für die Protokolle FTP, FTPS (eingeschränkt), HTTP, HTTPS, SFTP, FSP und FXP.
Die Benutzeroberfläche von gFTP wird wie bei vielen klassischen Dateimanagern von zwei Teilfenstern dominiert. Im linken Teilfenster befindet sich standardmäßig das lokale Dateisystem, während sich im rechten das über Netzwerk erreichbare Dateisystems des Servers befindet. Unterhalb der beiden Teilfenster befindet sich eine Statuszeile, welche den Übertragungsstatus der gerade aktiven beziehungsweise sich in der Warteschlange befindlichen Datentransfers anzeigt. Unterhalb davon schließt sich ein Nachrichtenlog an, welches die von gFTP ausgeführten Kommandos und die Antworten des Servers darauf auflistet. Einzelne Verbindungen zu verschiedenen Servern können mit allen nötigen Einstellungen (wie z. B. dem zugehörigen lokalen Verzeichnis auf dem Arbeitsrechner) in einer hierarchisch gegliederten Lesezeichensammlung gespeichert werden. Jene Lesezeichen sind Hilfsmittel zum schnellen Verbindungsaufbau.